# Stazione di Airasca (1854)
La stazione di Airasca era una stazione ferroviaria posta sulla linea Ferrovia Torino-Pinerolo; serviva il centro abitato di Airasca e la vicina Volvera.

## Storia
La stazione entrò in servizio in concomitanza con l'attivazione della linea Torino-Pinerolo, il 5 luglio 1854.
Questa costituì la prima stazione a servizio dell'abitato, posta alla progressiva chilometrica 16+400, circa 1,5 km più a valle rispetto a quella attuale e nelle immediate vicinanze del comune di None. Il 30 giugno 1885, dopo l'attivazione del primo tronco della ferrovia Airasca-Saluzzo, venne attivata la nuova stazione di diramazione, posta alla progressiva 17+828, decretando la soppressione di quella più vecchia.